# Dietmar Schwarz
Dietmar Schwarz (født 30. juli 1947 i Berlin) er en tysk tidligere roer.

## Karriere

### Roning
I 1971 var Schwarz, der var styrmand, en del af en firer med styrmand, der blev østtysk mester og senere vandt EM-sølv.
Ved OL 1972 i München kom han med i den østtyske otter, hvis besætning derudover bestod af Jörg Landvoigt, Hans-Joachim Borzym, Harold Dimke, Manfred Schneider, Manfred Schmorde, Bernd Landvoigt, Heinrich Mederow og Hartmut Schreiber. Østtyskerne blev nummer tre i deres indledende heat, hvilket var nok til at give kvalifikation til semifinalen. Her vandt de deres heat ved blandt andet at besejre USA og Sovjetunionen, men i finalen viste New Zealand som suverænt stærkest og vandt guldet, mens østtyskerne kæmpede med den amerikanske båd om de to øvrige medaljer, en strid der endte med, at USA vandt sølv blot seks hundrededele af et sekund foran DDR, mens der var langt ned til Sovjetunionen på fjerdepladsen.

### Øvrige karriere
Schwarz var uddannet tjener og fik senere et værtshus i Berlin.

## OL-medaljer
- 1972:  Bronze i otter